# Ironman Western Australia

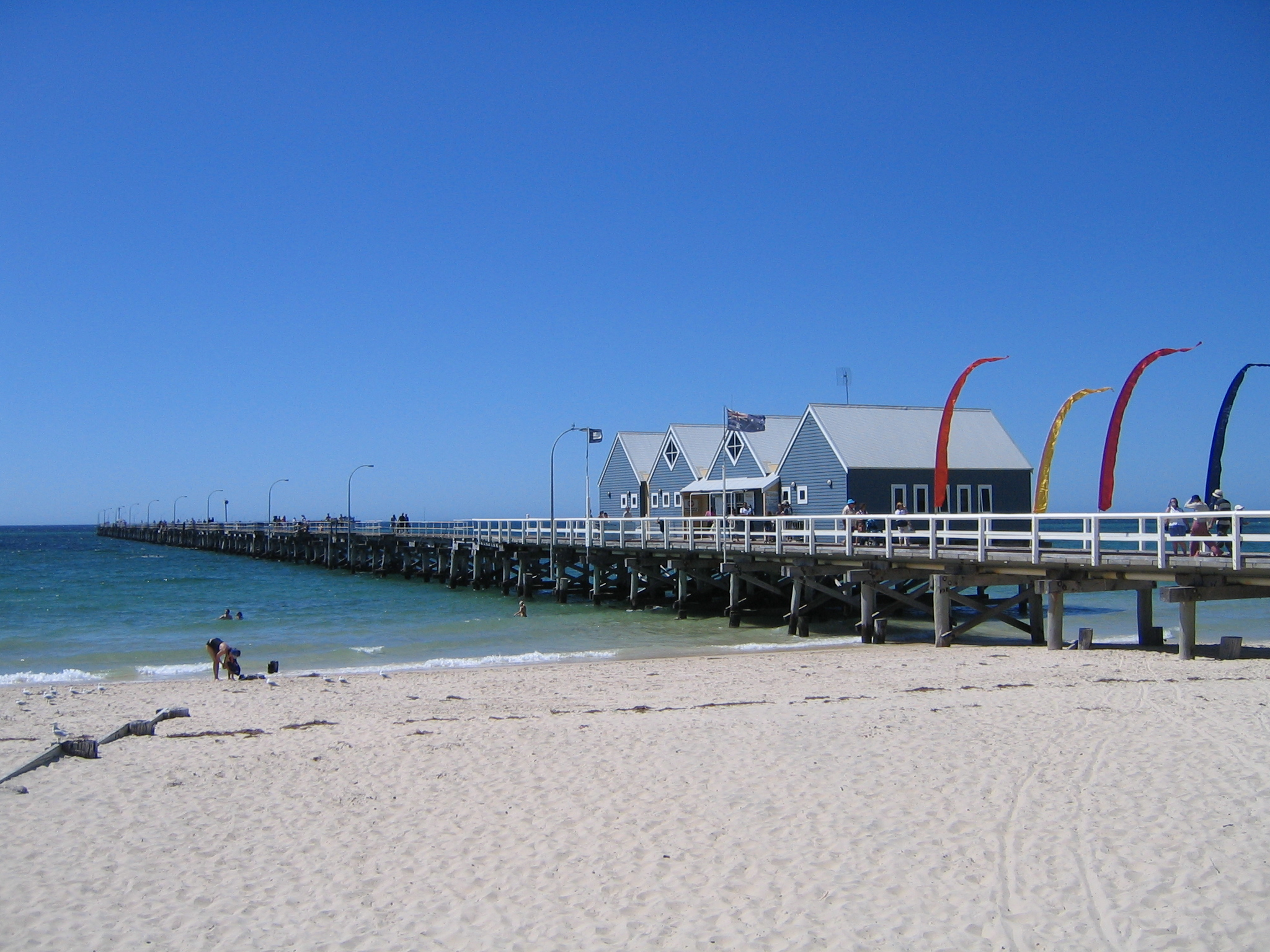
Der „Busselton Jetty“ – ein Landungssteg mit 1841 m Länge

Der Ironman Western Australia ist eine jährlich im Dezember stattfindende Triathlon-Sportveranstaltung über die Ironman-Distanz (3,86 km Schwimmen, 180,2 km Radfahren und 42,195 km Laufen) in Busselton an der australischen Westküste.

## Organisation
Busselton liegt etwa 220 km südlich von Perth. Der Start für die Schwimmstrecke ist am bekannten Anlegesteg, dem „Busselton Jetty“. Die Rad- und Laufstrecke gehen jeweils über drei Runden und sind bekannt für eine schnelle Streckenführung.
2009 konnte der Franzose Patrick Vernay hier seinen Sieg von 2007 wiederholen und auch Gina Crawford hat bei den Frauen ihren Erfolg aus dem Vorjahr erfolgreich verteidigt.
Das Rennen am 3. Dezember 2017 wurde ohne das Schwimmen als Duathlon ausgetragen, nachdem vor der Küste Haie gesichtet worden waren. Bei der 19. Austragung am 3. Dezember 2023 wurden bei den Männern wie auch den Frauen neue Streckenrekorde aufgestellt.

### Streckenrekorde
Den Streckenrekord erzielte 2023 der Däne Daniel Lund Bækkegård mit seiner Siegerzeit von 7:34:22 h. Er erzielte damit die schnellste Zeit bei einem Rennen in Australien. Den Streckenrekord bei den Frauen hält ebenso seit 2023 die Britin Fenella Langridge mit der Zeit von 8:29:42 h.

## Siegerliste
| N ° | Datum/Jahr    | Männer                     | Männer            | Männer               | Frauen                 | Frauen               | Frauen                |
| N ° | Datum/Jahr    | Erster Platz               | Zweiter Platz     | Dritter Platz        | Erster Platz           | Zweiter Platz        | Dritter Platz         |
| --- | ------------- | -------------------------- | ----------------- | -------------------- | ---------------------- | -------------------- | --------------------- |
| 21  | 7. Dez. 2025  |                            |                   |                      |                        |                      |                       |
| 20  | 1. Dez. 2024  | Loic Draoulec              | Brett Hallam      | Alex Lambert         | Sally Wood             | Olivia Ghisoni       | Nadine Hunt           |
| 19  | 3. Dez. 2023  | Daniel Lund Bækkegård (SR) | Matt Burton       | Nick Thompson        | Fenella Langridge (SR) | Lisa Nordén          | Lotte Wilms           |
| 18  | 4. Dez. 2022  | Max Neumann                | Steven McKenna    | Matt Burton          | Sarah Crowley          | Els Visser           | Lotte Wilms           |
| 17  | 5. Dez. 2021  | Matt Burton                | Steven McKenna    | Fraser Walsh         | Kylie Simpson          | Sarah Thomas         | Kate Crawford         |
| 16  | 1. Dez. 2019  | Alistair Brownlee          | Matt Burton       | Tim Van Berkel       | Teresa Adam            | Sarah Piampiano      | Gurutze Frades        |
| 15  | 2. Dez. 2018  | Terenzo Bozzone -3-        | Cameron Wurf      | Matt Burton          | Caroline Steffen       | Bárbara Riveros Díaz | Dimity-Lee Duke       |
| 14  | 3. Dez. 2017  | Terenzo Bozzone -2-        | Dougal Allan      | Tim Van Berkel       | Melissa Hauschildt -2- | Carrie Lester        | Camilla Lindholm Borg |
| 13  | 4. Dez. 2016  | Terenzo Bozzone            | Andy Potts        | Nick Kastelein       | Melissa Hauschildt     | Mareen Hufe          | Sarah Piampiano       |
| 12  | 6. Dez. 2015  | Luke Jarrod McKenzie       | Denis Chevrot     | Per Bittner          | Sarah Piampiano        | Mareen Hufe          | Yvonne van Vlerken    |
| 11  | 7. Dez. 2014  | Denis Chevrot              | Patrik Nilsson    | Per Bittner          | Britta Martin -2-      | Mareen Hufe          | Liz Blatchford        |
| 10  | 8. Dez. 2013  | Jérémy Jurkiewicz          | Markus Thomschke  | David Dellow         | Elizabeth Lyles        | Mareen Hufe          | Lisa Marangon         |
| 09  | 9. Dez. 2012  | Jimmy Johnsen              | Horst Reichel     | Matt White           | Britta Martin          | Rebekah Keat         | Rebekah Hoschke       |
| 08  | 4. Dez. 2011  | Timo Bracht                | Clayton Fettell   | Jason Shortis        | Michelle Bremer        | Michelle Mitchell    | Carrie Lester         |
| 07  | 5. Dez. 2010  | Courtney Ogden             | Matt White        | Pete Jacobs          | Kate Bevilaqua         | Rebekah Keat         | Amelia Pearson        |
| 06  | 6. Dez. 2009  | Patrick Vernay -2-         | Scott Neyedli     | Jimmy Johnsen        | Gina Crawford -2-      | Christie Sym         | Sarah Pollett         |
| 05  | 7. Dez. 2008  | Tim Van Berkel             | Jason Shortis     | Luke Jarrod McKenzie | Gina Ferguson          | Charlotte Paul       | Kat Baker             |
| 04  | 2. Dez. 2007  | Patrick Vernay             | Raynard Tissink   | Mitchell Anderson    | Charlotte Paul         | Gina Ferguson        | Bella Comerford       |
| 03  | 3. Dez. 2006  | Jason Shortis -2-          | Mitchell Anderson | Jimmy Johnsen        | Lisbeth Kristensen     | Sara Gross           | Charlotte Paul        |
| 02  | 27. Nov. 2005 | Mitchell Anderson          | Eneko Llanos      | Mathias Hecht        | Angela Milne           | Charlotte Paul       | Marilyn McDonald      |
| 01  | 28. Nov. 2004 | Jason Shortis              | Peter Jacobs      | Luke Jarrod McKenzie | Karyn Ballance         | Fiona Docherty       | Sophie Delemer        |